# Maria Znamierowska-Prüfferowa

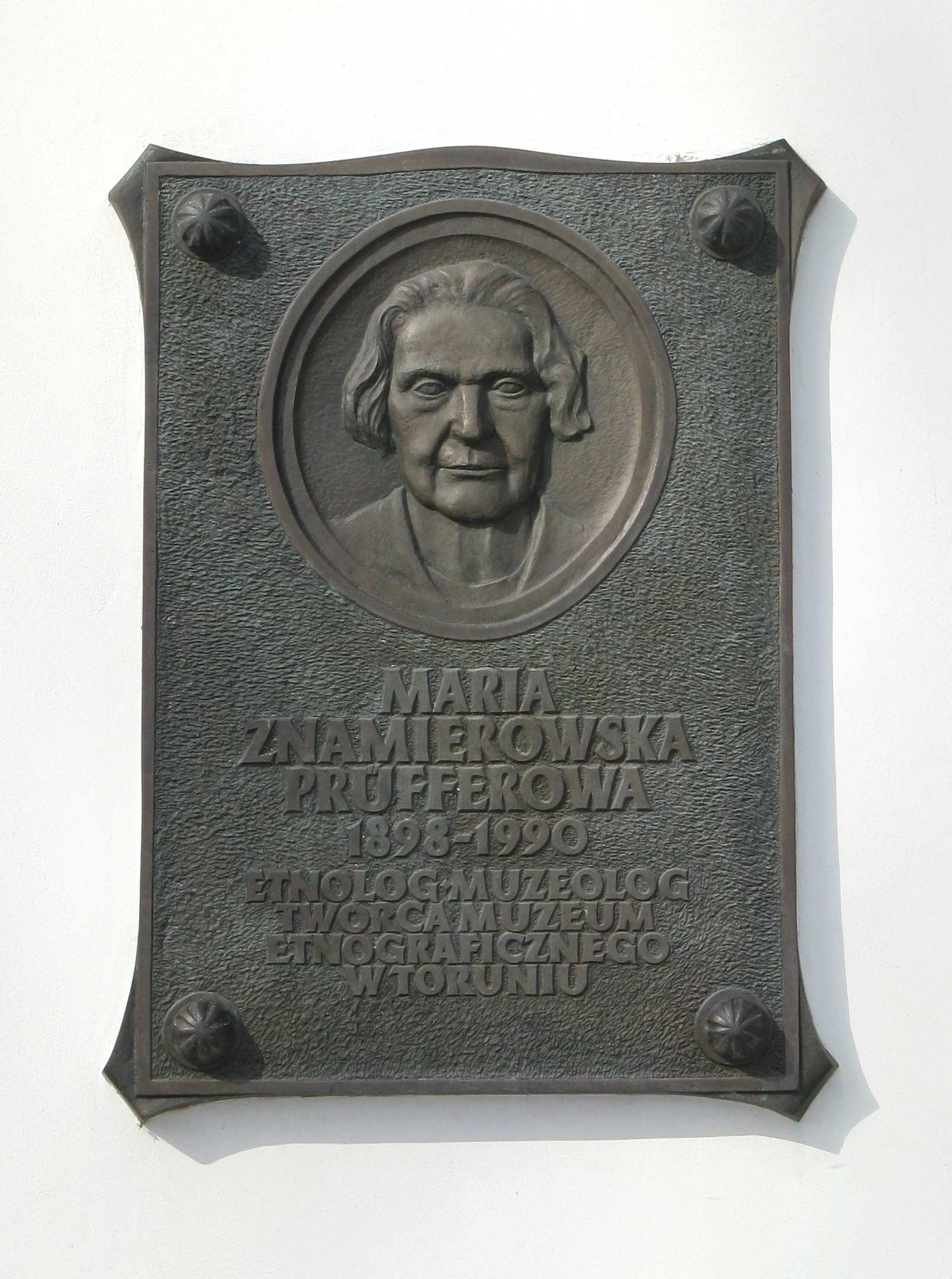
Tablica upamiętniająca Marię Znamierowską-Prüfferową na budynku arsenału w Muzeum Etnograficznym w Toruniu

Maria Znamierowska-Prüfferowa (ur. 13 maja 1898 w Kibartach, zm. 20 sierpnia 1990 w Toruniu) – polska etnograf, profesor Uniwersytetu Mikołaja Kopernika w Toruniu, twórca i wieloletni dyrektor Muzeum Etnograficznego w Toruniu, któremu po jej śmierci nadano jej imię. Działaczka Polskiego Towarzystwa Ludoznawczego.

## Życiorys

### Dzieciństwo i wykształcenie
Była córką Stanisława, urzędnika komory celnej, i Leokadii z Andrzejewskich, guwernantki. Jej brat Jerzy był polskim filozofem i teologiem. 
Ukończyła szkołę podstawową, następnie gimnazjum w Lipawie, zdając w 1915 maturę. W październiku tego samego roku wyjechała do Kijowa, gdzie przebywała blisko 3 lata. Związała się tam ze środowiskiem polskim. Uczestniczyła w wykładach Wyższych Kursów Żeńskich na Wydziale Filologicznym, a od 1917 roku w polskim Kolegium Uniwersyteckim.
Zajęcie Kijowa przez bolszewików zmusiło Prüfferową do opuszczenia miasta. Późną jesienią 1918 roku wyjechała do Warszawy. Przez kolejny rok pracowała najpierw w szkole w Mokasie, a następnie w pruszkowskim Domu Sierot, prowadzonym przez Janusza Korczaka i Marię Falską. Pod koniec 1920 r. zamieszkała w Wilnie W 1921 r. rozpoczęła studia na Wydziale Humanistycznym Uniwersytetu Stefana Batorego (USB). Edukacja została przerwana z powodu gruźlicy, którą Prüfferowa leczyła w Zakopanem. Po ponad roku studiów na Wydziale Humanistycznym kontynuowała naukę na Wydziale Matematyczno-Przyrodniczym. Poznała tam swojego przyszłego męża prof. Jana Prüffera, wykładowcę zatrudnionego na tym wydziale od 1922, który przybył z Krakowa. 4 lutego 1925 roku zawarli ślub.

### Praca na Uniwersytecie Wileńskim
Maria Znamierowska-Prüfferowa jesienią 1926 roku podjęła studia na kierunku etnologia, powołanym 2 lata wcześniej staraniem prof. Cezarii Baudouin de Courtenay-Ehrenkreutzowej. W kolejnym roku akademickim rozpoczęła pracę w Muzeum Etnograficznym USB pod kierunkiem inicjatorki studiów etnologicznych. Zatrudniona była tam do 1939 r. Działalność na rzecz etnografii i muzealnictwu pozostała z nią do końca życia.
W 1930 roku wydana została jej monografia pt. Rybołówstwo jezior trockich, po której nastąpiła kontynuacja badań w dziedzinie etnologii. Naukowymi opiekunami badaczki byli, najpierw prof. Ehrenkreutzowa, a po jej przejściu do katedry w Warszawie, Znamierowska-Prüfferowa naukowo wspierana była przez prof. Kazimierza Moszyńskiego, który w 1935 roku objął Zakład Etnologii. W 1932 roku uzyskała tytuł zawodowy magistra etnologii i etnografii. W roku 1936 została zatrudniona na stanowisko adiunkta w Zakładzie Etnologii USB. W 1939 roku obroniła doktorat na podstawie dysertacji pt. Ości rybackie. Próba klasyfikacji ości północno-wschodniej Polski napisanej pod kierunkiem prof. Moszyńskiego.
Okres międzywojenny był dla młodej naukowczyni czasem podnoszenia kwalifikacji w profesji muzeologa podczas licznych wyjazdów zagranicznych. Odbyła podróż do Francji, Austrii, Jugosławii, na Węgry, do Czechosłowacji oraz do wszystkich krajów bałtyckich. Prowadziła wtenczas także badania terenowe, gromadziła zbiory i dokumentacji dla muzeum. Podjęła dodatkowo działalność dydaktyczną, prowadząc ćwiczenia etnograficzne w Szkole Nauk Politycznych przy Instytucie Naukowo-Badawczym Europy Wschodniej w Wilnie. Zaangażowała się na rzecz popularyzacji ochrony zabytków etnograficznych poprzez pogadanki w szkołach wiejskich, na uniwersytetach ludowych i w Polskim Radiu. Podczas swojej pracy muzeologicznej awansowała latami, dochodząc do stanowiska kustosza.
Przez 3 pierwsze lata II wojny światowej miała możliwość wykonywania swojej pracy w muzeum. W 1942 roku została zwolniona przez Niemców. Zaczęła wówczas zarabiać, prowadząc prywatne lekcje. Rok później zaangażowała się w działalność na tajnych kompletach. Po opuszczeniu Wilna przez wojska hitlerowskie w lipcu 1944 powróciła do pracy muzealnej.

### Po II wojnie światowej

#### Praca na Uniwersytecie Mikołaja Kopernika w Toruniu
Po zakończeniu wojny i odłączeniu Wilna od państwa polskiego Prüfferowa wraz z mężem i środowiskiem uniwersyteckim przeprowadziła się do Torunia. Mieszkała tam od 14 lipca 1945. W nowo powstającym Uniwersytecie Mikołaja Kopernika Znamierowska-Prüfferowa otrzymała etat na stanowisku adiunkta w Katedrze Etnologii. Podejmowała nieudane próby reaktywacji wileńskiej idei etnograficznej muzeum uniwersyteckiego, nie zyskując aprobaty ówczesnych władz. Dokonała jednak zestawienia zbiorów w Dziale Etnograficznym Muzeum Miejskiego (od 1950 r. Muzeum Pomorskiego), gdzie została zorganizowana przez nią pierwsza wystawa w 1948 roku.
W 1955 roku podniesiono ją do godności profesora nadzwyczajnego. Dysertacja habilitacyjna Rybackie narzędzia kolne w Polsce i w krajach sąsiednich opublikowana została w roku 1957, a w 1966 Oficyna Kościuszkowska w Stanach Zjednoczonych wydała wersję w języku angielskim.
Bibliografia dorobku naukowego prof. Marii Znamierowskiej-Prüfferowej obejmuje ponad 130 pozycji. Prace dotyczą rybołówstwa, muzealnictwa, folkloru, sztuki, budownictwa. Będąc już na emeryturze, podjęła się opracowania pozycji Tradycyjne rybołówstwo ludowe na tle zbiorów i badań Muzeum Etnograficznego w Toruniu. Była to jej ostatnia książka.

### Muzeum Etnograficzne
Kierując Działem Etnograficznym Muzeum Miejskiego w Toruniu w latach 1946–1958, od początku formułowała koncepcję utworzenia Muzeum Etnograficznego wraz ze skansenem jako samodzielnej placówki. Uzyskawszy zgodę władz na jego utworzenie (1953), doprowadziła do jego powstania w dniu 1 stycznia 1959 roku, w budynku dawnego Arsenału.
W latach 1959–1972 pełniła funkcję dyrektora Muzeum Etnograficznego w Toruniu. W roku kończącym pracę kierowniczą przeszła na emeryturę. Inwentarz muzealny, jaki pozostawiła po sobie prof. M. Znamierowska-Prüfferowa składał się z blisko 14 tys. zbiorów etnograficznych pochodzących z obszaru północnej Polski, w tym obejmował najbogatszą w ówczesnym okresie kolekcję tradycyjnego rybołówstwa. Zawierał 3 wystawy stałe, dotyczące kultury materialnej i sztuki ludowej oraz zorganizowaną salę rybacką. Obejmował także zaprojektowany w całości skansen o charakterze kujawskim, w formie zagrody i spichlerza podworskiego. Dyrektorka wydała kilkanaście książek muzealnych w postaci przewodników i monografii.

### Działalność społeczna i popularyzatorska
W styczniu 1947 roku powołano ją do Zarządu Głównego przekształcającego się Polskiego Towarzystwa Ludoznawczego (PTL), który utworzono się na 22 Walnym Zgromadzeniu Towarzystwa Ludoznawczego w Lublinie (24-25 stycznia 1947 r.). W marcu tego samego roku założyła oddział PTL w Toruniu, podejmując próbę zjednoczenia dwóch środowisk: etnograficznego i około etnograficznego. Objęła funkcję sekretarza oddziału, a następnie 1949 r. została wiceprezesem. W roku 1954 powołano ją na stanowisko prezesa. Toruńskim oddziałem Polskiego Towarzystwa Ludoznawczego zarządzała do roku 1981. Do 1978 była dodatkowo członkiem Zarządu Głównego PTL, a latach 1967-1970 wiceprezesem.
Pracę w muzeum łączyła z wyjazdami na konferencje krajowe, zagraniczne i uczestnictwem w prestiżowych gremiach takich m.in. jak Zespół Doradczy przy Zarządzie Muzeów i Ochrony Zabytków, Sekcja Muzeów i Ochrony Dóbr Kultury przy Ministerstwie Kultury i Sztuki.
W 1978 roku za zasługi dla działalności PTL zostało nadane jej członkostwo honorowe PTL.

## Ordery i odznaczenia
- Krzyż Komandorski Orderu Odrodzenia Polski[7] (1978)[11]
- Krzyż Oficerski Orderu Odrodzenia Polski
- Złoty Krzyż Zasługi (10 marca 1939)[13]
- Medal Komisji Edukacji Narodowej[7] (1984)[11]
- Odznaka tytułu honorowego „Zasłużony dla Kultury Narodowej”[7] (1988)
- Nagroda im. Oskara Kolberga (1976)[14]

## Upamiętnienie
Od 15 grudnia 1999 roku Muzeum Etnograficzne w Toruniu nosi jej imię. Uroczysty akt nadania imienia miał miejsce z okazji 40-lecia działalności instytucji. Uroczystość uwieńczono wmurowaniem pamiątkowej tablicy. Jedną z ulic lewobrzeżnego Torunia nazwano imieniem Marii i Jana Prüfferów.